# Lucien Hussel
Lucien Joseph Hussel, né à Voiron (Isère) le 27 décembre 1889 et mort à Vienne (Isère) le 27 mars 1967, est un homme politique socialiste et résistant français.

## Le militant et l'élu local (jusqu'en 1932)
Petit fils de Jean Usseglio, originaire du Piémont, venu chercher du travail dans la région de Voiron et fils d'une ménagère et d'un ouvrier militant socialiste, Lucien Hussel devient employé de mairie à dix-sept ans, et adhère à la Section française de l'Internationale ouvrière (SFIO) l'année suivante. Il est décoré de la Médaille militaire et de la Croix de guerre lors de la Première Guerre mondiale. Il devient ensuite secrétaire de la section socialiste de Vienne, puis de la fédération départementale de l'Isère. De 1926 à 1928, il est membre de la commission administrative permanente, principal organe décisionnaire du Parti socialiste à cette époque.
En 1929, il est élu conseiller général de Vienne-Nord, puis maire de la ville deux ans plus tard. Il met en place un socialisme municipal, qui consiste principalement dans de très importants travaux d'urbanisme et dans une politique sociale active. Il fait ainsi bâtir un hôpital unique et des logements sociaux, fait aménager des trottoirs dans toutes les rues, un réseau d'égouts et deux kilomètres de quais, et commande des travaux archéologiques, qui mettent au jour le théâtre romain, un temple de Cybèle, un Odéon et un cloître médiéval.

## Une figure nationale (1932-1967)
Aux élections législatives de 1932, Lucien Hussel est élu député, grâce au désistement du candidat radical-socialiste. Il fait partie de la commission de l'Armée. Réélu en 1936, il entre à la commission spéciale de la Chambre des députés chargée d'examiner les projets sociaux du Front populaire.
Le 10 juillet 1940, il vote contre les pleins pouvoirs à Philippe Pétain (voir Liste des 80 parlementaires ayant voté contre les pleins pouvoirs à Philippe Pétain le 10 juillet 1940), puis entre dans la Résistance. En mars 1941, il est cofondateur du Comité d'action socialiste, puis membre du comité directeur de la SFIO clandestine, à partir de 1943. Il reçoit la médaille de la Résistance française.
En 1945, il retrouve tous ses mandats, et devient président du conseil général de l'Isère, président de la société d'aménagement de l'Isère et membre du conseil d'administration de l'université de Grenoble. Réélu député en 1946, il ne se représente pas aux élections de 1951. Réélu maire de Vienne en 1947 et 1953, il renonce à se représenter en 1959. Il reste en revanche conseiller général jusqu'à sa mort.
Le centre hospitalier de Vienne (Isère) porte son nom.